# Rives-de-l'Yon
Rives-de-l'Yon es una comuna nueva francesa situada en el departamento de Vandea, de la región de Países del Loira.

## Historia
Fue creada el 1 de enero de 2016, en aplicación de una resolución del prefecto de Vandea de 28 de diciembre de 2015 con la unión de las comunas de Chaillé-sous-les-Ormeaux y Saint-Florent-des-Bois, pasando a estar el ayuntamiento en la antigua comuna de Saint-Florent-des-Bois.

## Demografía
| Gráfica de evolución demográfica de Rives-de-l'Yon entre 1800 y 2013 |
|                                                                      |

Los datos entre 1800 y 2013 son el resultado de sumar los parciales de las dos comunas que forman la nueva comuna de Rives-de-l'Yon, cuyos datos se han cogido de 1800 a 1999, para las comunas de Chaillé-sous-les-Ormeaux y Saint-Florent-des-Bois de la página francesa EHESS/Cassini. Los demás datos se han cogido de la página del INSEE.

## Composición
| Comuna delegada          | Código INSEE | Población (2013) | Superficie (km²) | Densidad (hab./km²) |
| ------------------------ | ------------ | ---------------- | ---------------- | ------------------- |
| Chaillé-sous-les-Ormeaux | 85043        | 1310             | 17.50            | 75                  |
| Saint-Florent-des-Bois   | 85213        | 2720             | 36.76            | 74                  |